# Brasiliputo grandis
Brasiliputo grandis (лат.) — вид полужесткокрылых насекомых-кокцид рода Brasiliputo из семейства мучнистые червецы (Pseudococcidae).

## Распространение
Южная Америка: Бразилия (Sao Paulo).

## Описание
Питаются соками растений из семейства миртовые (Myrtaceae). В 2005 году обнаружено питание на бразильских деревьях жаботикаба (Myrciaria jaboticaba, род Мирциария).
Вид был впервые описан в 1900 году бразильским энтомологом Адольфом Хемпелем (Hempel, Adolph; 1870—1949) под первоначальным названием Dactylopius grandis Hempel, 1900 вместе с Stictolecanium ornatum и другими новыми таксонами мучнистых червецов. Таксон Brasiliputo grandis выделен в отдельный монотипический род Brasiliputo Williams & Granara de Willink, 1992 в 1992 году энтомологами Д. Уильямсом и Марией-Кристиной Гранара Де Виллинк и характеризуется трубчатыми каналами у края рта, у которых широкий край выступает из дермального слоя вокруг наружного отверстия канала. Название рода Brasiliputo образовано из двух слов: Бразилия (Brasilia, по месту обнаружения) и родового имени другого червеца, Puto  Signoret, 1875 (Putoidae).